# Palmarès dell'União Desportiva Oliveirense (hockey su pista)
L'União Desportiva Oliveirense nella sua storia si è aggiudicata nelle competizioni nazionali quattro Coppe del Portogallo; a livello internazionale vanta una Coppa CERS e una Coppa Continentale. Vanta anche due sconfitta in finale in Eurolega e una in Coppa Continentale.

## Competizioni ufficiali
7 trofei

### Competizioni nazionali
4 trofei
- Coppa del Portogallo: 4

1996-1997, 2010-2011, 2011-2012, 2018-2019

### Competizioni internazionali
3 trofei
- Coppa CERS/WSE: 1

1996-1997
- Supercoppa d'Europa/Coppa Continentale: 2

2017-2018, 2024-2025

## Altri piazzamenti

### Competizioni nazionali
- Campionato portoghese

2º posto/finale play-off: 1986-1987, 2018-2019
3º posto/semifinale play-off: 1996-1997, 2003-2004, 2004-2005, 2007-2008, 2008-2009, 2009-2010, 2010-2011, 2012-2013, 2014-2015, 2015-2016, 2016-2017
- Coppa del Portogallo

Finale: 1986-1987, 1995-1996, 2012-2013
Semifinale: 1978-1979, 1979-1980, 1981-1982, 1992-1993, 2004-2005, 2014-2015, 2021-2022
- Supercoppa del Portogallo

Finale: 1987, 1997, 2011, 2012, 2013, 2019
- Elite Cup

Finale: 2018
Semifinale: 2016, 2017, 2021, 2023

### Competizioni internazionali
- Coppa dei Campioni/Eurolega

Finale: 2015-2016, 2016-2017
Semifinale: 2004-2005, 2020-2021
- Coppa delle Coppe

Semifinale: 1987-1988
- Coppa CERS/WSE

Semifinale: 2001-2002, 2008-2009
- Supercoppa d'Europa/Coppa Continentale

Finale: 1997-1998